# Bulgarino Bulgarini
Bulgarino Bulgarini, latinizzato come Bulgarinus Senensis (Siena, 1441 – Siena, agosto 1497), è stato un giurista e diplomatico italiano del XV secolo.

## Biografia
Nacque nel 1441 a Siena da famiglia nobile, figlio di Gheri Bulgarini e Bartolomea Campioni.
Sudiò giurisprudenza con Alessandro Tartagni.
Fu docente di diritto civile nelle università di Ferrara dal 1476 al 1482, di Pisa dal 1483 e infine di Siena dal 1490 circa.
Della sua città natale divenne anche capitano e gonfaloniere nel 1492. Dal 1495 fu impegnato in missioni diplomatiche presso l'imperatore Massimiliano I d'Asburgo, Ludovico il Moro e il senato della Repubblica di Venezia.
Morì agli inizi di agosto del 1497 a Siena.
Pubblicò varie opere di giurisprudenza, lasciando inediti i suoi Coinsilia. Nelle sue opere Bulgarini tende a richiamare le dottrine dei grandi giuristi del passato - da Bartolo da Sassoferrato a Baldo degli Ubaldi - cercando di aggiornale sulla base di una interpretazione moderna.

## Opere
- (LA) Super rubrica et titulo Soluto matrimonio quemdemodum dos petatur, Siena, Henricus de Harlem, 1491.
- (LA) Repetitio legis Petens capituli De pactis, Siena, Henricus de Colonia, 1498.